# Chris Dittmar
Christopher Simon Dittmar (* 16. Januar 1964 in Adelaide) ist ein ehemaliger australischer Squashspieler.

## Leben
Chris Dittmar stammt aus einer sportbegeisterten Familie. Sein Vater und einer seiner Onkel waren aktive Spieler im Australian Football, ein weiterer Onkel, Len, war australischer Boxmeister im Weltergewicht. Chris Dittmar besuchte in seiner schulischen Laufbahn unter anderem das St Michael’s College in seiner Heimatstadt Adelaide.

## Karriere
Bereits in seiner Zeit bei den Junioren stand er 1980 und 1982 im Finale der Squash-Weltmeisterschaft, verlor beide Partien jedoch gegen Peter Nance und Sohail Qaiser. Kurz darauf begann Chris Dittmar seine professionelle Karriere, in deren Verlauf er zahlreiche Turniere gewinnen konnte. Lediglich bei der Einzel-Weltmeisterschaft stellte er einen unrühmlichen Rekord auf: Gleich fünfmal erreichte er das Finale der Weltmeisterschaft, konnte jedoch wie schon bei den Junioren keines der Endspiele für sich entscheiden. 1983 scheiterte er an Jahangir Khan, 1987, 1989, 1990 und 1992 unterlag er jeweils Jansher Khan. Kein Spieler stand bislang öfter im Endspiel, ohne je eines davon zu gewinnen. Mit der australischen Nationalmannschaft gewann er insgesamt zweimal den Weltmeistertitel.
Im Juli 1993 errang Chris Dittmar erstmals die Führung in der Weltrangliste, beendete aber kurz darauf seine Profikarriere, in deren Verlauf er acht Titel gewann und in 38 weiteren Finals stand. 2005 wurde er in die Squash Australia Hall of Fame aufgenommen.
Seit seinem Karriereende als Profisquashspieler ist Chris Dittmar als Sportkommentator tätig. Bei Channel Seven kommentierte er lange Zeit Australian Football. Zudem ist er Kommentator bei verschiedenen Radiostationen in Adelaide.

## Erfolge
- Vizeweltmeister: 5 Finalteilnahmen (1983, 1987, 1989, 1990, 1992)
- Weltmeister mit der Mannschaft: 1989, 1991
- 2 Monate Weltranglistenerster